# 18.ª con Potomac
18.ª con Potomac es el vigésimo primer capítulo de la segunda temporada de la serie dramática El Ala Oeste.

## Argumento
El equipo de la Casa Blanca sigue preparando el anuncio de la enfermedad del Presidente: Toby le cuenta la situación a Donna, siendo la primera auxiliar del gabinete que conocerá la noticia. C.J. se reunirá con el director de una importante cadena de televisión para darle la exclusividad de una entrevista con el Presidente un miércoles por la noche. A cambio, las preguntas serán controladas por la secretaría de prensa de la Casa Blanca. Al principio del episodio, Joey Lucas informa a la dirección del gabinete sobre el resultado de la encuesta: No pueden ser peores las conclusiones.
Por otro lado, hay un golpe de Estado en Haití, por lo que el presidente de este país se refugia en la embajada de  Estados Unidos. En la salida precipitada del aeropuerto, tres miembros de las fuerzas armadas del país caribeño morirán a manos de marines, tras impedir la salida del avión con personal administrativo. Como resultado, los militares golpistas ordenarán la toma de la Embajada.
Mientras, Josh sigue luchando por encontrar financiación para abogados en la lucha del estado contra las tacabaleras. La lucha es desigual: mientras estas gastan más de 350millones de dólares, el gobierno solo emplea poco más de 30millones. Su entrevista con miembros demócratas del comité de finanaciación no es fructífera. Pero finalmente Leo le ordenará mano dura para conseguir derrotar a las tacabaleras.
Por último, la señora Landingham, ajena a todo, se ilusiona ante la compra de su primer coche nuevo. Recta y honesta, como funcionaria no admite que le rebajen el precio del coche, burlándose cariñosamente de ella tanto Josh como Charlie. El Presidente le dirá que puede aceptar una modificación del precio, pero tras no lograr convencerla, le pedirá que le enseñe el coche nuevo cuando vuelva. El capítulo finaliza cuando informan que la señora Landingham ha muerto en un accidente de tráfico ocurrido mientras se dirigía a la Casa Blanca en el cruce de la 18a con Potomac.

## Curiosidades
- Para el desarrollo posterior de la serie, es importante recalcar que el Presidente ganó las elecciones en estados como Florida, en 1998.
- En el doblaje español, durante la reunión con los demócratas que apoyan a las tabacaleras, Josh Lyman afirma que no es abogado, lo que es un gran fallo dado que Josh pasa gran parte de la serie haciendo hincapié en su carrera universitaria.
- El episodio se emitió en Australia el 11 de septiembre de 2001, justo durante el Ataque a las Torres Gemelas. Aun así no fue interrumpido a pesar de la gravedad de la situación.[1]

## Premios
- Felicitación al Argumento del Episodio por los Prism Awards[2]

## Enlaces
- Ficha en FormulaTv.
- Enlace al Imdb.
- Guía del Episodio (en inglés).